# Alfred Kube
Alfred Kube – lekarz, ginekolog, założyciel Kościoła Chrześcijan Dnia Sobotniego.

## Życiorys
Był członkiem Unii Zborów Adwentystów Dnia Siódmego w Bydgoszczy. Wraz z bratem Pawłem był członkiem władz centralnych Unii Zborów Adwentystów Dnia Siódmego. W latach 1931–1933 będąc członkiem tego Kościoła nie zgadzał się z niektórymi zasadami adwentyzmu oraz sprzeciwiał się uznawaniu Ellen G. White za „posłankę niebios”.
W 1933 roku wraz ze swoimi zwolennikami utworzył nową wspólnotę religijną, która przyjęła nazwę „Autonomiczne Zbory Adwentystów Dnia Siódmego”. W roku 1936 uniezależniła się ona od adwentyzmu i przyjęła nazwę „Zjednoczeni Ewangeliczni Chrześcijanie Dnia Siódmego”. W momencie rejestracji w roku 1961 Kościół przyjął skróconą nazwę Kościół Chrześcijan Dnia Sobotniego.
Alfred Kube był zwierzchnikiem tego związku wyznaniowego do roku 1948. W roku 1951 wyjechał na stałe do Australii.